# Стана
Стана (рум. Stana) — село у повіті Селаж в Румунії. Входить до складу комуни Алмашу.
Село розташоване на відстані 356 км на північний захід від Бухареста, 33 км на південь від Залеу, 36 км на захід від Клуж-Напоки.

## Населення
За даними перепису населення 2002 року у селі проживали 198 осіб.
Національний склад населення села:
| Національність | Кількість осіб | Відсоток |
| -------------- | -------------- | -------- |
| угорці         | 136            | 68,7%    |
| румуни         | 61             | 30,8%    |

Рідною мовою назвали:
| Мова      | Кількість осіб | Відсоток |
| --------- | -------------- | -------- |
| угорська  | 137            | 69,2%    |
| румунська | 61             | 30,8%    |